# Oxalis jacquiniana
Oxalis jacquiniana är en harsyreväxtart som beskrevs av Carl Sigismund Kunth. Oxalis jacquiniana ingår i släktet oxalisar, och familjen harsyreväxter. Inga underarter finns listade i Catalogue of Life.